# Riedelia paniculata
Riedelia paniculata là một loài thực vật có hoa trong họ Gừng. Loài này được Theodoric Valeton miêu tả khoa học đầu tiên năm 1913.

## Phân bố
Loài này được tìm thấy ở cao độ 1.200-2.000 m tại các dãy núi Arfak (bắc tỉnh Tây Papua), Hellwig (tây nam tỉnh Papua), Indonesia cũng như tại trại Hochmoor ở đông bắc New Guinea (Papua New Guinea). Mẫu vật điển hình: K. Gjellerup 1147 do Knud Gjellerup thu thập ở cao độ 1.900 m trên dãy núi Arfak ngày 28 tháng 4 năm 1912, L.S.A.M. von Römer 1013 do Lucien von Römer (1873-1965) thu thập ở cao độ 2.000 m trên dãy núi Hellwig. Các mẫu vật thu tại đông bắc New Guinea bao gồm L. Schultze (33) 10 và L. Schultze (26) 11 do Leonhard Schultze-Jena (1872-1955) thu thập ở cao độ 1.200-1.600 m tại trại Hochmoor trong tháng 7 năm 1910.